# Багандова, Сузун
Сузу́н Бага́ндова (род. 1922, Дагестанская АССР) — советский государственный деятель, депутат Совета Национальностей Верховного Совета СССР 9-го созыва (1974—1979) от Лакского избирательного округа № 531 Дагестанской АССР. Депутат Верховного Совета Дагестанской АССР 7-го созыва (с 1967).

## Биография
Родилась в 1927 году. Уроженка селения Гасакент Даргинского округа Дагестанской АССР. Даргинка. По состоянию на 1974 год — беспартийная. Образование неполное среднее.

## Трудовая деятельность
Начала трудовую деятельность в 1939 году рядовой колхозницей. Во время Великой Отечественной войны трудилась в народном обеспечении продовольствием. С 1967 года — доярка совхоза «Кавказ» Левашинского района Дагестанской АССР.

## Награды
За вклад в развитие республики и страны, награждена двумя орденами Ленина (1975, 1977).